# Ошаров, Михаил Иванович
Михаи́л Ива́нович Оша́ров (4 [16] ноября 1894, деревня Биря Минусинского округа Енисейской губернии — 24 декабря 1937, Новосибирск) — русский советский писатель.

## Биография
Родился 4 (16) ноября 1894 года в деревне Бире Минусинского округа Енисейской губернии, в семье казака. С 13 лет начал работать — учеником столяра, молотобойцем, батраком. Окончил Канское реальное училище. Поступил в Московский коммерческий институт, откуда был мобилизован в царскую армию. Учился в народном университете им. Шанявского.
В 1919—1932 годах жил и трудился на енисейском Севере — в районах Приангарья и бассейна Подкаменной тунгуски среди эвенков.
В 1937 году репрессирован. 24 декабря 1937 года расстрелян в Новосибирске. Реабилитирован посмертно.

## Творчество
В 1923 году начал писать. Творчество посвящено людям и природе сибирского Севера.
В 1925 году опубликовал первый рассказ «Конпас». Печатался в журналах «Охотник и пушник Сибири», «Сельская кооперация», «Земля советская», «Сибирские огни», «Будущая Сибирь». Собирал фольклор северных народов — эвенков, кетов, ненцев.
Основной труд — роман «Большой аргиш», который задумывался как трилогия:
- «Звено могил»
- «Бали»
- «Сауд»

С 1924 по 1928 год работал над первой частью романа — повестью «Звено могил».
В 1933 году завершена вторая часть романа — «Бали».
Третья часть романа — «Сауд» была завершена, однако рукопись пропала в 1937 году.
Роман «Большой аргиш» — первое в советское время крупное и значительное полотно о малых народностях Сибири.

## Избранная библиография
- Большой аргиш. — Новосибирск: Новосиб. кн. изд-во, 1961. — 286 с. — тираж 75 000 экз. — (Библиотека сибирского романа).
- Тяжёлое счастье. — Новосибирск: Зап.-Сиб. кн. изд-во, 1964. — 114 с.
- Большой аргиш. — Красноярск: Красноярск. изд-во, 1977. — 368 с. — (Писатели на берегах Енисея).
- Большой аргиш. — Иркутск: Вост.-Сиб. кн. изд-во, 1989. — 416 с., ил. — тираж 100 000 экз. — («Литературные памятники Сибири»). — ISBN 5-7424-0131-0.

## Награды
- Лауреат литературной премии имени Горького Западно-Сибирского крайисполкома — за роман «Большой аргиш»[3].

## Память
- Советский писатель Жорес Трошев посвятил Михаилу Ошарову роман-дилогию «Большой Ошар».